# Contea di Franklin (Arkansas)
La contea di Franklin, in inglese Franklin County, è una contea dello Stato dell'Arkansas, negli Stati Uniti. La popolazione al censimento del 2000 era di 17 771 abitanti. La contea ha due capoluoghi: Charleston e Ozark. Il nome le è stato dato in onore dello statista Benjamin Franklin.

## Geografia fisica
La contea si trova nella parte occidentale dell'Arkansas. L'U.S. Census Bureau certifica che l'estensione della contea è di 1605 km², di cui 1579 km² composti da terra e i rimanenti 26 km² composti di acqua.

### Contee confinanti
- Contea di Madison (Arkansas) - nord
- Contea di Johnson (Arkansas) - est
- Contea di Logan (Arkansas) - sud-est
- Contea di Sebastian (Arkansas) - sud-ovest
- Contea di Crawford (Arkansas) - ovest

### Principali strade ed autostrade
- Interstate 40
- U.S. Highway 64
- Highway 22
- Highway 23
- Highway 41
- Highway 60
- Highway 96

## Storia
La Contea di Franklin venne costituita il 19 dicembre 1837.

## Città e paesi
- Altus
- Branch
- Charleston
- Denning
- Ozark
- Wiederkehr Village